# Mealhada

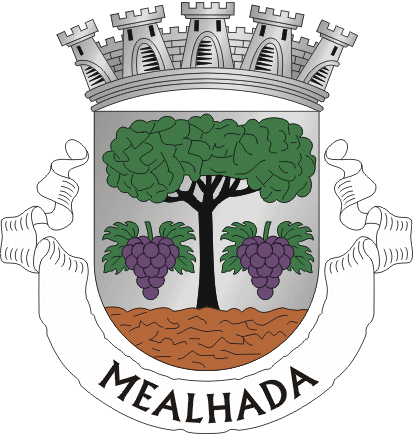
Stema Mealhada

Mealhada este un oraș în Portugalia. În 2011 populația era de 20.428, pe o suprafață de 110,66 km². Acesta a avut 17.043 de alegători eligibili în (2006).
Este inclus în Região de Coimbra. Orașul Coimbra se află la aproximativ 20 km.
Actualul primar este Rui Marqueiro ales de Partidul Socialist. Sărbătoarea municipală este Înălțarea Domnului.